# カグラコウモリ
カグラコウモリ（神楽蝙蝠、Hipposideros turpis）は、哺乳綱翼手目カグラコウモリ科カグラコウモリ属に分類されるコウモリ。

## 分布
日本（石垣島、西表島、波照間島、与那国島）固有種

## 形態
頭胴長（体長）6.8 - 8.9センチメートル。尾長4 - 5.2センチメートル。前腕長6.5 - 7.2センチメートル。体重20 - 32グラム。体毛は褐色系の個体が多いが、赤褐色の個体もいる。和名は鼻葉が、神楽の面のようにみえることが由来となっている。

## 分類
以前は亜種H. t. alongensis（ベトナム）や亜種H. t. pendleburyi（タイ王国）を含む説もあった。2012年に形態や周波数・ミトコンドリアDNAのシトクロムbの分子系統解析から、それぞれを独立種とする説が提唱された。

## 生態
常緑広葉樹林に生息する。昼間は洞窟を隠れ家（ねぐら）として利用する。1,000頭をこえる大規模な群れを形成する場所もある。西表島の大富地区では、15,000頭以上の大規模な集団が生息する。
昆虫を食べるが、主に甲虫を食べる。森林内で採食を行うことを好み、草原や農耕地などの開けた環境は移動経路としても好まない傾向がある。ねぐらの近くに適した採食場所がない時は、集団で列をなして5キロメートル以上離れた場所まで移動してから分散して採食することもある。
繁殖様式は胎生。6月に1回に1頭を産む。幼獣は35日ほどで飛翔できるようになる。
洞窟の天井に1頭ずつのなわばりを作り、体を接触させずに一定の間隔を保ってとまる。食性は昆虫食で、大型のガ、セミ、甲虫などを捕食する。繁殖が可能になるのは、多くの個体が3歳である。哺育期間は、他のコウモリより2倍ほど長く2ヶ月間である。秋に脂肪を蓄積し、冬は冬眠する。この際も1頭ずつ間隔をあけてとまる。

## 人間との関係
波照間島では「イシャリ」、西表島では「キシャラ」（ただしこの方言名は西表島では小型コウモリ類全般を指す）という方言名がある。
生息数の推移に関するデータはないものの、宅地開発や土地開発・観光開発によるねぐらとなる洞窟の破壊や洞内の環境の変化、洞窟周辺の森林の減少、洞内のエコツアーによる攪乱などの影響が懸念されている。2017年の時点で、沖縄県レッドリストでは絶滅危惧IB類と判定されている。
波照間島・与那国島の個体群
波照間島や与那国島には隔離分布し、森林伐採などによる獲物が発生する環境の減少、洞窟の埋め立てによるねぐらの破壊、洞窟周辺の農地開発による洞窟の乾燥化などによる影響が懸念されている。
絶滅のおそれのある地域個体群（環境省レッドリスト）